# Myrmica brevispinosa
Myrmica brevispinosa är en myrart som beskrevs av Wheeler 1917. Myrmica brevispinosa ingår i släktet rödmyror, och familjen myror. Inga underarter finns listade i Catalogue of Life.

## Bildgalleri

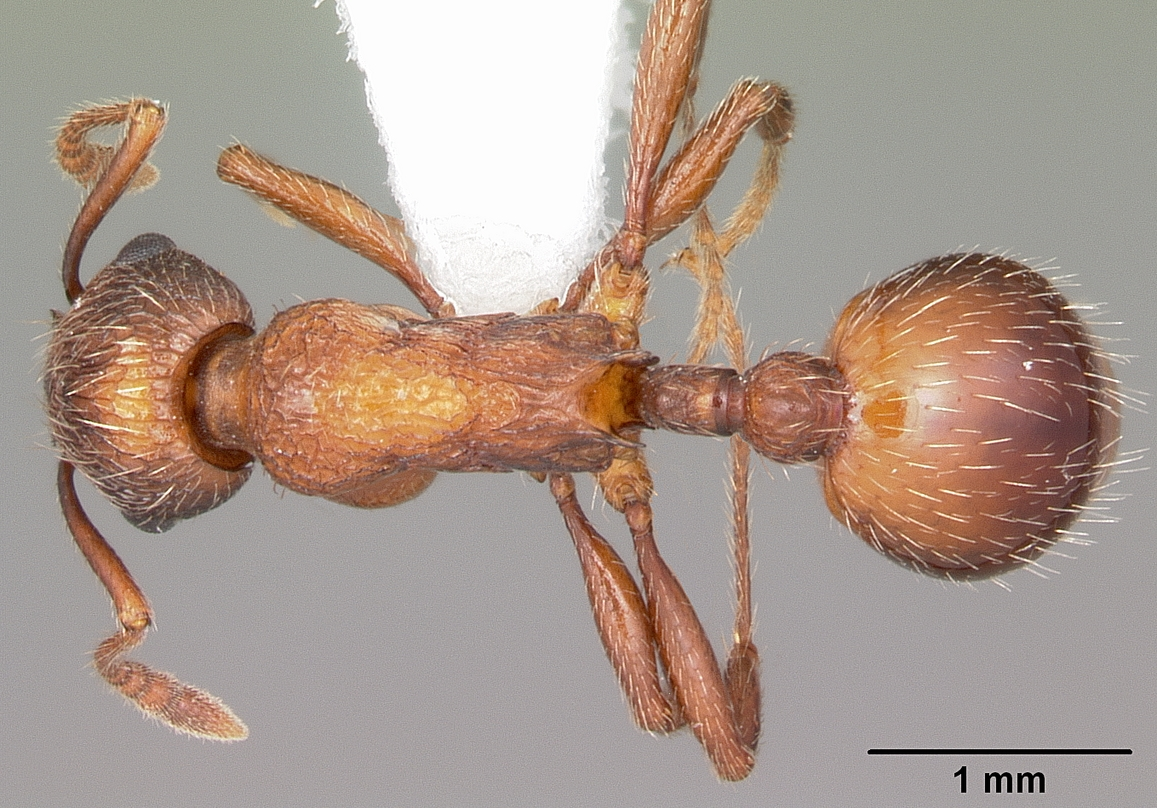
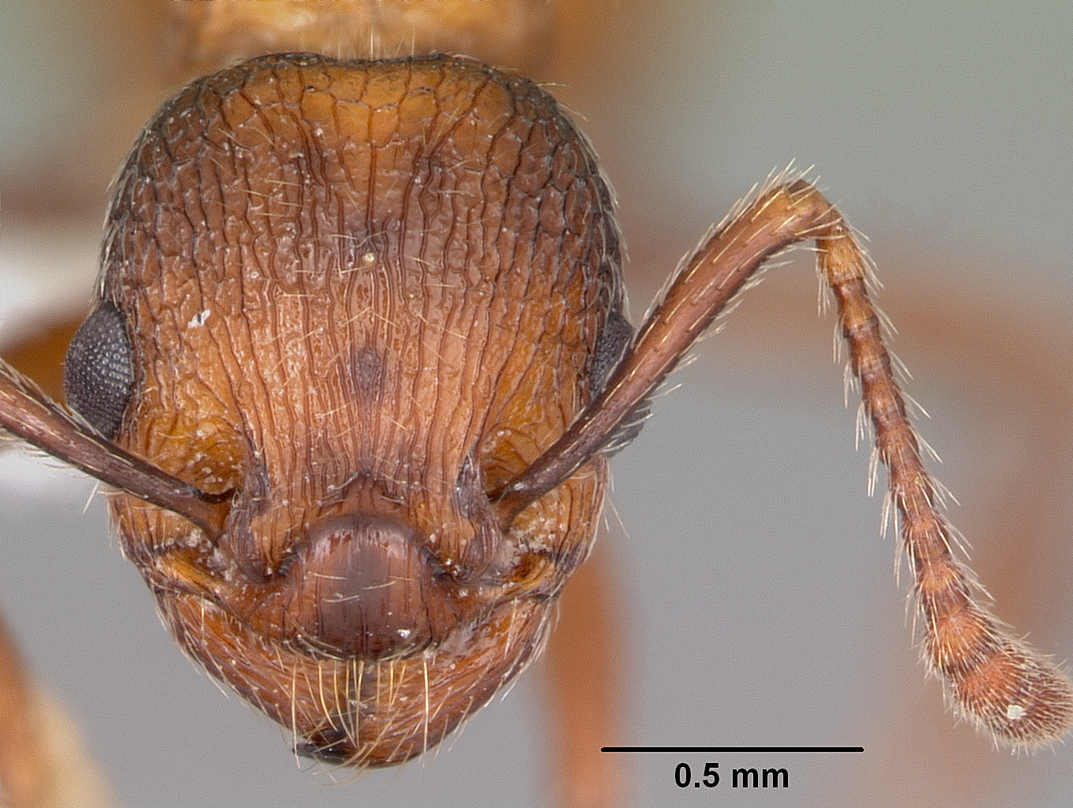
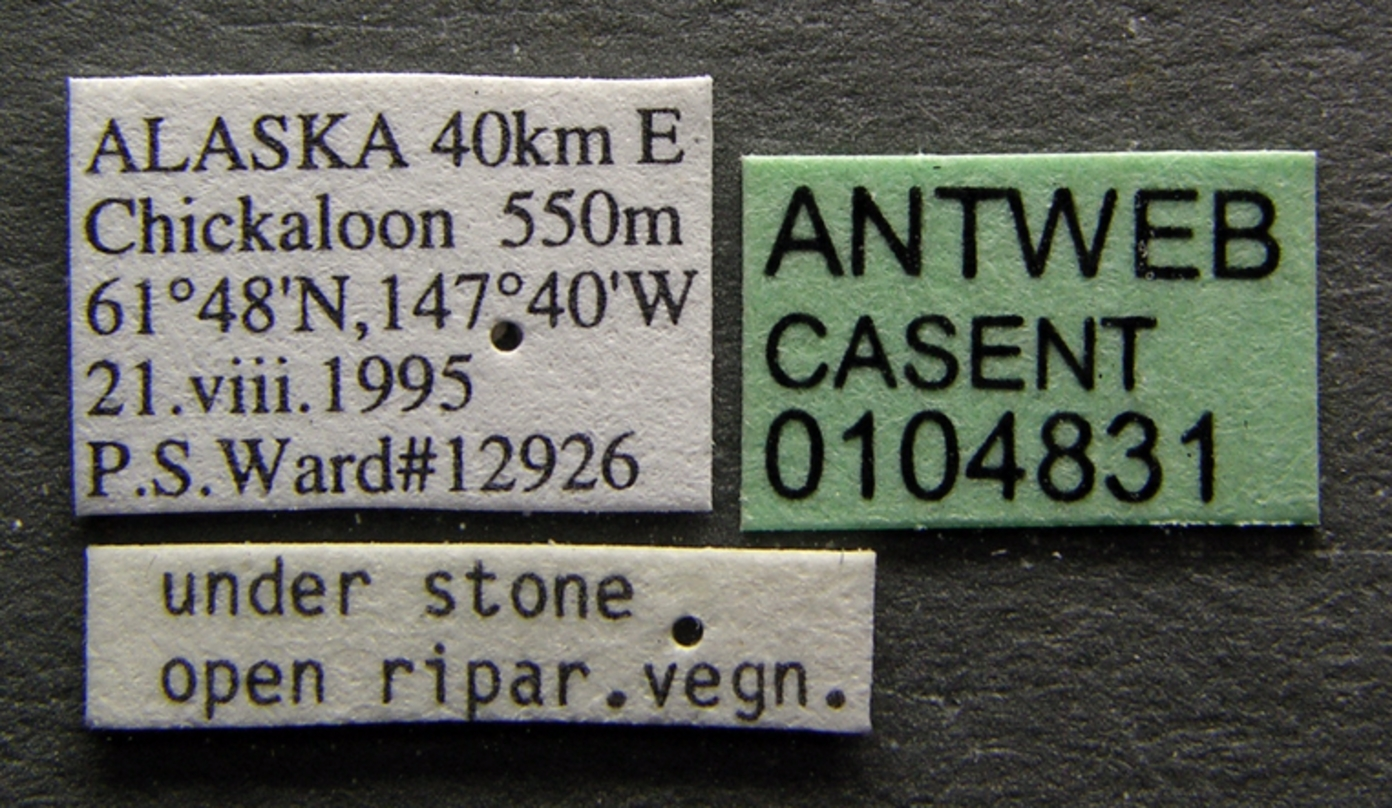
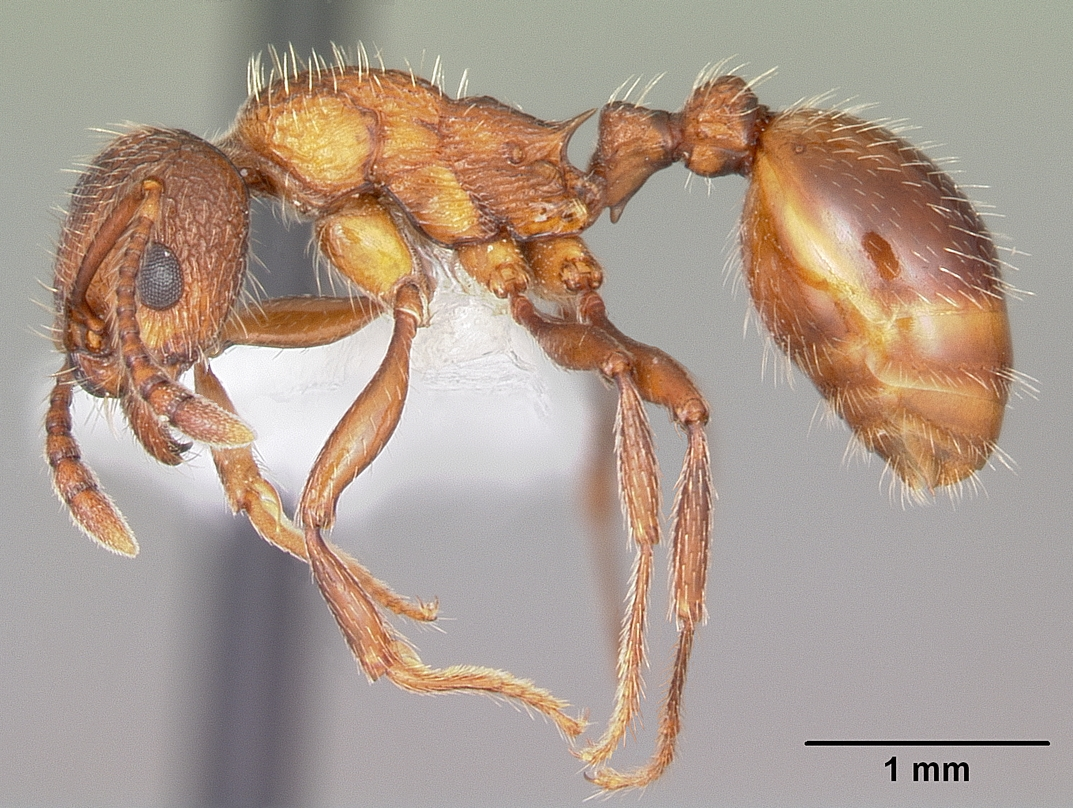